# Муканов, Димкеш
Димкеш Муханович Муканов (каз. Дімкеш Мұқанұлы Мұқанов; 26 июня 1946; Бухар-Жырауский район, Карагандинская область, Казахская ССР, СССР — 2007; Караганда) — советский и казахский учёный, доктор технических наук (2000), профессор. Академик Международной академии информатизации (1999). Заслуженный работник промышленности Казахской ССР (1987), лауреат двух Государственной премии Казахстана (1984, 2005).
Основные научные труды технологии и информационные проблемы чёрной металлургии, теория и техника проектирования информационно-измерительных систем.

## Биография
Родился 26 июня 1936 года в селе Ростовка Тельманского района Карагандинской области.
В 1959 году окончил Ленинградский электротехнический институт связи имени М. А. Бонч-Бруевича.
Начал свою трудовую деятельность младшим научным сотрудником Карагандинского научно-исследовательского угольного института.
С 1961 по 1963 год — заместитель заведующего отделом Карагандинского обкома комсомола, первый секретарь горкома комсомола;
С 1964 по 1970 год — заведующий лабораторией Карагандинского металлургического комбината;
С 1971 по 1980 год — директор Всесоюзного научно-исследовательского института автоматики;
С 1980 по 1992 год — генеральный директор НПО «Черметавтоматика»;
С 1992 по 1999 год — директор АО «Казчермет-автоматика»;
С 1999 года — заместитель директора Национального центра комплексной переработки сырья РК;

## Научные, литературные труды
В 2000 году защитил докторскую диссертацию, тема диссертации: «Разработка и внедрение информационно-измерительных систем с использованием физических методов для автоматизации металлургических процессов».
Автор более 200 научных публикаций, авторских свидетельств на изобретения, монографий и учебных пособий, в том числе книг:
1. «Оптимизация технологии и управление доменным и кислородно-конверторным процессами»;
2. «Инструментальные методы контроля зольности и влажности твердого топлива»;
3. «Неопределенность результатов измерений» (в соавторстве);
4. «Проектирование физического эксперимента и измерительно-информационных систем»;
5. «Индустриально-инновационное развитие Казахстана: потенциал и механизмы реализации» и др.

## Награды и звания
- Награждён орденом «Дружбы народов», медалями «За трудовую доблесть» и «Ветеран труда»;
- 1984 — Государственная премия Казахской ССР в области науки и техники за работу «Создание и внедрение на агрегатах большой влажности шихтовых материалов и систем управления технологическими процессами черной металлургии»;
- 1987 — Заслуженный работник промышленности Казахской ССР;
- 1998 — Медаль «Астана»;
- 1999 — Почётный гражданин города Караганды;[3]
- 2005 — Государственная премия Республики Казахстан в области науки, техники и образования.